# Distansescharella alcicornis
Distansescharella alcicornis är en mossdjursart som först beskrevs av Jullien 1882.  Distansescharella alcicornis ingår i släktet Distansescharella och familjen Cribrilinidae. Utöver nominatformen finns också underarten D. a. bifurcata.